# Eberschwang
Eberschwang is een gemeente in de Oostenrijkse deelstaat Opper-Oostenrijk, gelegen in het district Ried im Innkreis (RI). De gemeente heeft ongeveer 3400 inwoners.
|  |

## Geografie
Eberschwang heeft een oppervlakte van 40 km². De gemeente ligt in het noorden van Oostenrijk, in het westen van de deelstaat Opper-Oostenrijk. De gemeente ligt ten zuiden van de Duitse deelstaat Beieren.

## Indeling
Katastralgemeinden
Eberschwang, Kirchsteig, Leopoldshofstatt, Mitterbreitsach, Mühring, Vocking, Wappeltsham;
Ortschaften
Albertsham, Am Sportplatz, Anetsham, Anhang, Antiesen, Aspach, Eberschwang, Eichetsham, Feichtet, Fleischhacken, Greifenedt, Hausruck, Hof, Hötzing, Illing, Königsberg, Königsberger Straße, Leopoldshofstatt, Maierhof, Mitterbreitsach, Moos, Mühring, Oberbreitsach, Ötzling, Prinsach, Pumberg, Putting, Straß, Teichterberg, Vocking, Walling, Wappeltsham, Wolfharting
Forstern
Andrichsfurt · Antiesenhofen · Aurolzmünster · Eberschwang · Eitzing · Geiersberg · Geinberg · Gurten · Hohenzell · Kirchdorf am Inn · Kirchheim im Innkreis · Lambrechten · Lohnsburg · Mehrnbach · Mettmach · Mörschwang · Mühlheim am Inn · Neuhofen im Innkreis · Obernberg am Inn · Ort im Innkreis · Pattigham · Peterskirchen · Pramet · Reichersberg · Ried im Innkreis · Schildorn · Senftenbach · Sankt Georgen bei Obernberg am Inn · Sankt Marienkirchen am Hausruck · Sankt Martin im Innkreis · Taiskirchen im Innkreis · Tumeltsham · Utzenaich · Waldzell · Weilbach · Wippenham
- Gemeinsame Normdatei: 4104298-0
- Virtual International Authority File: 246122321
- WorldCat: E39PBJvmKQrVTjcw8k83xDkYyd